# Elena Berlato
Elena Berlato (Schio, 2 augustus 1988) is een Italiaans voormalig wielrenster. Ze reed in 2008 en 2009 voor de Italiaanse wielerploeg Safi-Pasta Zara, tussen 2010 en 2013 voor Top Girls Fassa Bortolo en in 2014 en 2015 reed ze voor Alé Cipollini. Ze behaalde enkele ereplaatsen in o.a. de Waalse Pijl, Trofeo Alfredo Binda en het Italiaans kampioenschap tijdrijden. In 2014 werd ze tweede in de vierde etappe en tevens tweede in het eindklassement van de Trophée d'Or, in beide gevallen achter Elisa Longo Borghini.
Haar jongere boer Giacomo is ook wielrenner.

## Palmares
2011
4e in Waalse Pijl
2014
Trofeo Oro in Euro

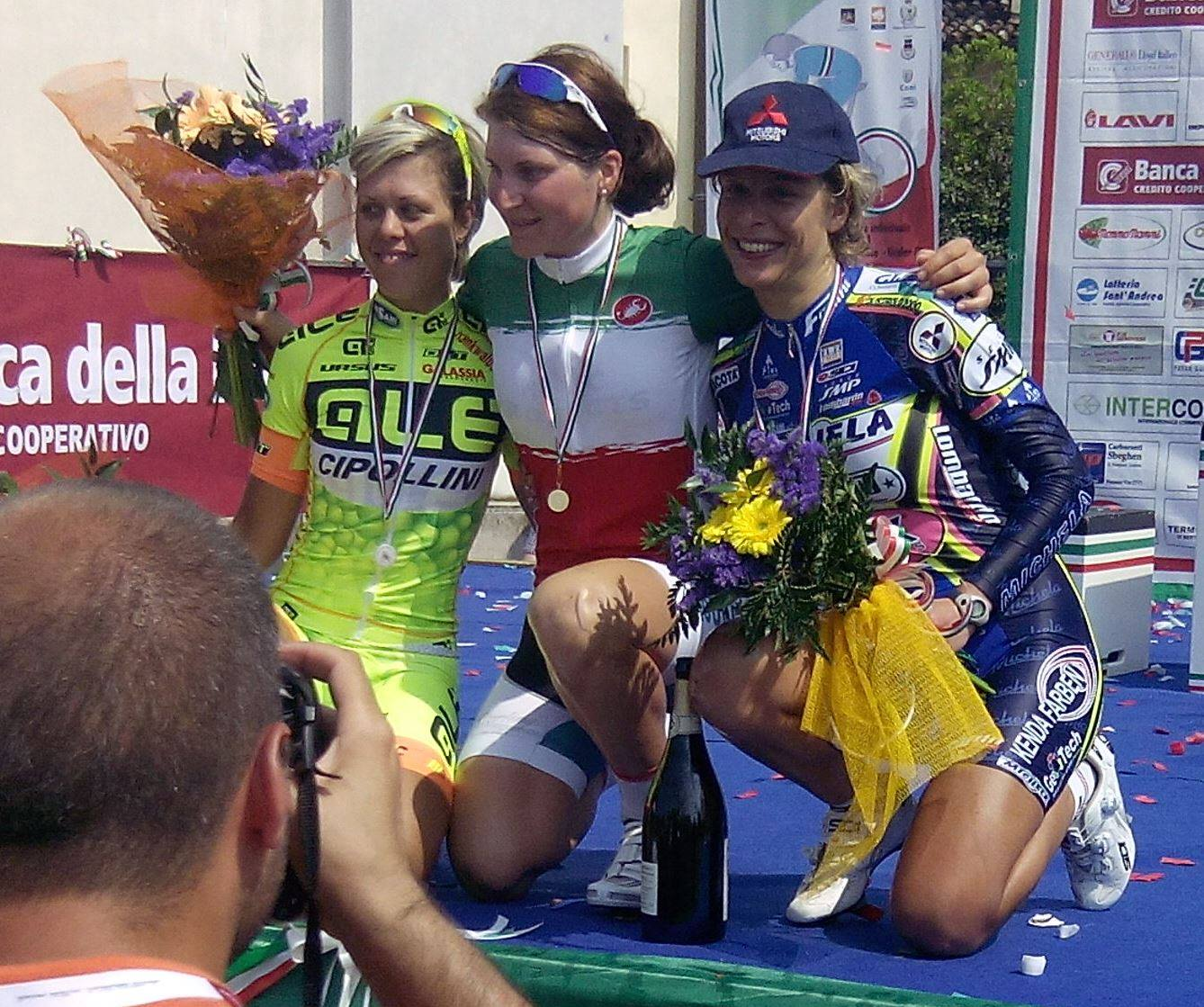
In 2014 won Berlato zilver tijdens het Italiaans kampioenschap tijdrijden achter Elisa Longo Borghini en voor Vittoria Bussi.

 Italiaans kampioenschap tijdrijden, elite
2e in eindklassement Trophée d'Or
2e in 4e etappe Trophée d'Or
2015
 Italiaans kampioenschap tijdrijden, elite

### Resultaten in voornaamste wedstrijden
| Jaar | Ronde van Vlaanderen | Waalse Pijl | Trofeo Alfredo Binda |  | WK op de weg |
| ---- | -------------------- | ----------- | -------------------- |  | ------------ |
| 2008 | opgave               |             | 73e                  |  |              |
| 2009 |                      | 35e         | 33e                  |  |              |
| 2010 | 36e                  | 8e          | 7e                   |  | 35e          |
| 2011 | 19e                  | 4e          | 12e                  |  |              |
| 2012 | opgave               | 53e         | 39e                  |  |              |
| 2013 | opgave               |             | opgave               |  |              |
| 2014 | 58e                  | 13e         | 20e                  |  |              |
| 2015 |                      | 74e         | 30e                  |  |              |

Baccaille · Berlato · Bonomi · Carretta · Guarischi · Guderzo · Jasińska · Olds · Pavin · Ryan · Santesteban · Tagliaferro
Algisi · Bartelloni · Berlato · Cauz · Confalonieri · Cucinotta · Faure · Fernandes · Fidanza · Frapporti · Jasińska · Muccioli · Olds · Oliveira · Rossato · Tagliaferro